# Michael Olunga
Michael Olunga (Nairobi, 1994. március 26. –) kenyai válogatott labdarúgó.

## Nemzeti válogatott
2015-ben debütált a kenyai válogatottban. A kenyai válogatottban 41 mérkőzést játszott. A kenyai válogatott tagjaként részt vett a 2019-es afrikai nemzetek kupája.

## Statisztika
| Kenyai válogatott | Kenyai válogatott | Kenyai válogatott |
| Időszak           | Mérk.             | gól               |
| ----------------- | ----------------- | ----------------- |
| 2015              | 13                | 6                 |
| 2016              | 8                 | 1                 |
| 2017              | 5                 | 5                 |
| 2018              | 5                 | 2                 |
| 2019              | 9                 | 4                 |
| 2020              | 0                 | 0                 |
| 2021              | 1                 | 0                 |
| Összesen          | 41                | 18                |